# Сиднейский оперный театр
Сиднейский оперный театр (англ. Sydney Opera House, дословно — «Сиднейский дом оперы») — оперный театр, дом номер 21 по Круговой набережной в Сиднее, Новый Южный Уэльс, Австралия. 

## Описание
Одно из наиболее известных и легко узнаваемых зданий мира, символ и «визитная карточка» крупнейшего города страны, а также одна из главных туристических достопримечательностей континента. Представления в театре посещают около двух миллионов человек в год (по данным на 2013 год), а даётся их больше 3000. Само же здание — от 8 до более чем 10 миллионов 900 тысяч туристов и жителей города, среди них до 200 000 человек в год посещают экскурсию по зданию с гидом.
Здание является всемирно признанным шедевром австралийской и мировой архитектуры. Оно имеет уникальную серию парусообразных оболочек, образующих крышу, которые делают театр не похожим ни на одно другое здание в мире. Его планировалось построить за три года, потратив около семи миллионов австралийских долларов, однако строительство затянулось на десять лет, а итоговые затраты составили около 100 миллионов.
Оперный театр открыт 20 октября 1973 года королевой Австралии Елизаветой II. 28 июня 2007 года он был внесён ЮНЕСКО в список объектов всемирного наследия, является единственным зданием 1970-х годов с таким статусом. Помимо этого здание было кандидатом на внесение в список «Семи новых чудес света», но уступило в финале.

## История создания

### Выбор местоположения

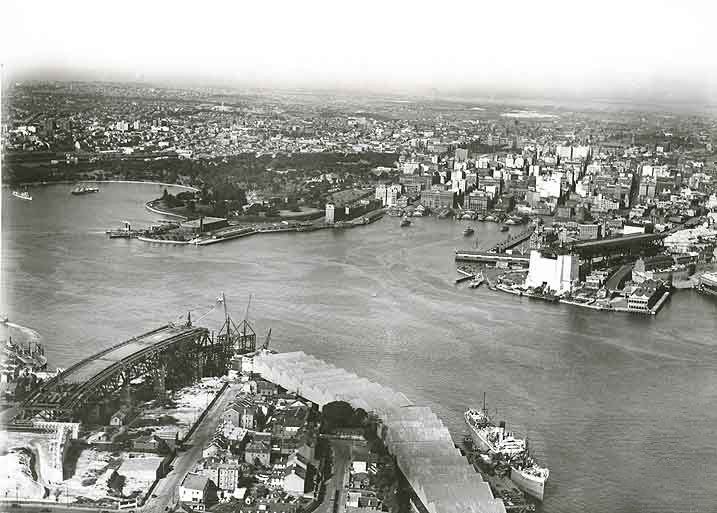
Беннелонг Поинт с трамвайным депо. 1920 год, фотография с левого верхнего угла

Сиднейский оперный театр находится в гавани Порт-Джэксон на Беннелонг Поинт. Это место получило своё название по имени австралийского аборигена из племени эора, Вуллараварре Беннелонга, друга первого губернатора колонии. Ранее на этом месте находилось небольшое строение, которое занимал его дом. Затем тут был построен форт, который в 1902 году был снесён, после чего здесь возвели трамвайное депо.
Местоположение было выбрано Юджином Гуссенсом, он настаивал именно на нём, вопреки мнению премьер-министра Нового Южного Уэльса Джозефа Кэхилла, который считал, что его лучше всего возвести в районе железнодорожной станции Виньярд на северо-западе от города (ныне находится в черте), что облегчило бы доступ. Там находилось трамвайное депо, установленное после сноса Форта, которое также было разрушено, когда совет принял сторону Гуссенса.

### Поиск проекта

План, представленный Утзоном в 1959 году

До постройки здания оперы в Сиднее была только одна известная достопримечательность — мост Харбор-Бридж, открытый в 1932 году. А правительство Нового Южного Уэльса давно планировало сделать город туристическим курортом. Требовалось что-то новое, чего не было ранее, желательно не только в Сиднее, но и в мире. В 1952 году Гуссенс, скрипач и композитор, посетив Сидней, заметил у горожан «необычайно горячий интерес» к музыкальному искусству и классической музыке, который практически негде было удовлетворить.
В 1954 году был объявлен конкурс проектов нового здания оперы, которое должно было стать «визитной карточкой» Сиднея. В нём приняло участие 220 работ (хотя было зарегистрировано около 1000) из 32 стран мира, однако никакая из них не вызывала явного интереса среди членов комиссии. Но когда тридцативосьмилетний датский архитектор Йорн Утзон прислал свой, в международном жюри разгорелись жаркие споры. Данный дизайн был причудлив, но при этом впечатлял: с крайне характерной крышей, он напоминал структуру храмов Майя. По мнению жюри они отлично подходили для гавани, «смотрясь настолько же естественно, насколько и паруса яхт, стоящих в ней».
Наибольшие споры вызвала амбициозность проекта, которая ярче всего проявлялась в расположенных друг на друге десяти сводах, которые достигали высоты 60 метров. В довершении почему-то они накрывались странной оболочкой, напоминающей птичье крыло. Однако именно это, по мнению Утзона, и должно было превратить здание в самое узнаваемое произведение архитектуры в городе. Говоря о концепции здания он приводил слова финского архитектора Алвара Аалто о вишне: «Каждый цветок на одной и той же ветке уникален, хотя все они состоят из одинаковых частей… в этом основа многих моих проектов».
Второе и третье места заняли проекты из США и Англии. Группа американских архитекторов, занявшая второе место, расположила театры «спина к спине», объединив их сцены в одной центральной башне. В британском проекте, получившем третье место, заметно сходство с нью-йоркским Линкольн-центром — здесь театры стоят один за другим на огромной замощённой площади. Однако все они меркли по сравнению с проектом Утзона.
Дискуссии по этому поводу проходили долго. Проект был трижды отклонён судьями, но в 1957 году, благодаря американскому архитектору Ээро Сааринену, объявившему Утзона «самым выдающимся из конкурсантов» была принята именно идея датчанина. За разработку проекта он получил 5000 фунтов стерлингов.
После избрания проекта Утзона в британском журнале The Builder вышла критика проекта, в которой его называли слишком ненадёжным. Один из судей конкурса, Кобден Паркс, младший сын отца-основателя австралийской федерации Генри Паркса и правительственный архитектор Нового Южного Уэльса, представляя правительство страны опровергал эту критику. Он говорил, что лишь настолько ненадёжный на первый взгляд и действительно амбициозный проект и должен был быть принят комиссией, желающей построить «новое чудо света».

### Строительство при руководстве Утзона
|                  | The Opera house project is based on the desire to bring people from the world of daily routine to the world of fantasy, where musicians and actors live (англ.) |  | В основе проекта оперного театра лежит желание увести людей из мира ежедневной рутины в мир фантазии, где обитают музыканты и актёры (рус.) |  |
| Йорн Утзон, 1956 | |  | |  |

Как и многие из архитекторов, приславших свой проект, Утзон никогда не видел, а лишь знал по фотографиям место, где должен был быть построен оперный театр. Но это не помешало ему, прибыв на место, сразу войти в курс всех дел. Добро на строительство дали ещё до принятия плана датчанина, 17 мая 1955 года, поставив при этом условие, что для его реализации не должны использоваться дополнительные бюджетные деньги. Реализовать данный проект было очень сложно из-за того, что он сильно отличался от уже существующих. Сама идея, её нетрадиционность, амбициозность и стоимость её реализации вызывали жаркие дискуссии не только среди жюри и архитекторов, но и среди жителей города. К проекту было очень много претензий от сиднейцев, которые не понимали, на что расходуются деньги из их налогов. Архитектору приходилось защищаться от многочисленных нападок.
В строительстве здания было задействовано 10 000 рабочих. Изначально было решено построить подиум. Его строили с катастрофическим отставанием из-за ненастной погоды (всё время лили ливневые дожди, из-за чего возникали большие трудности с отводом воды) и проблем с технической документацией. Окончательно работы над ним были завершены лишь к 3 августа 1962 года.

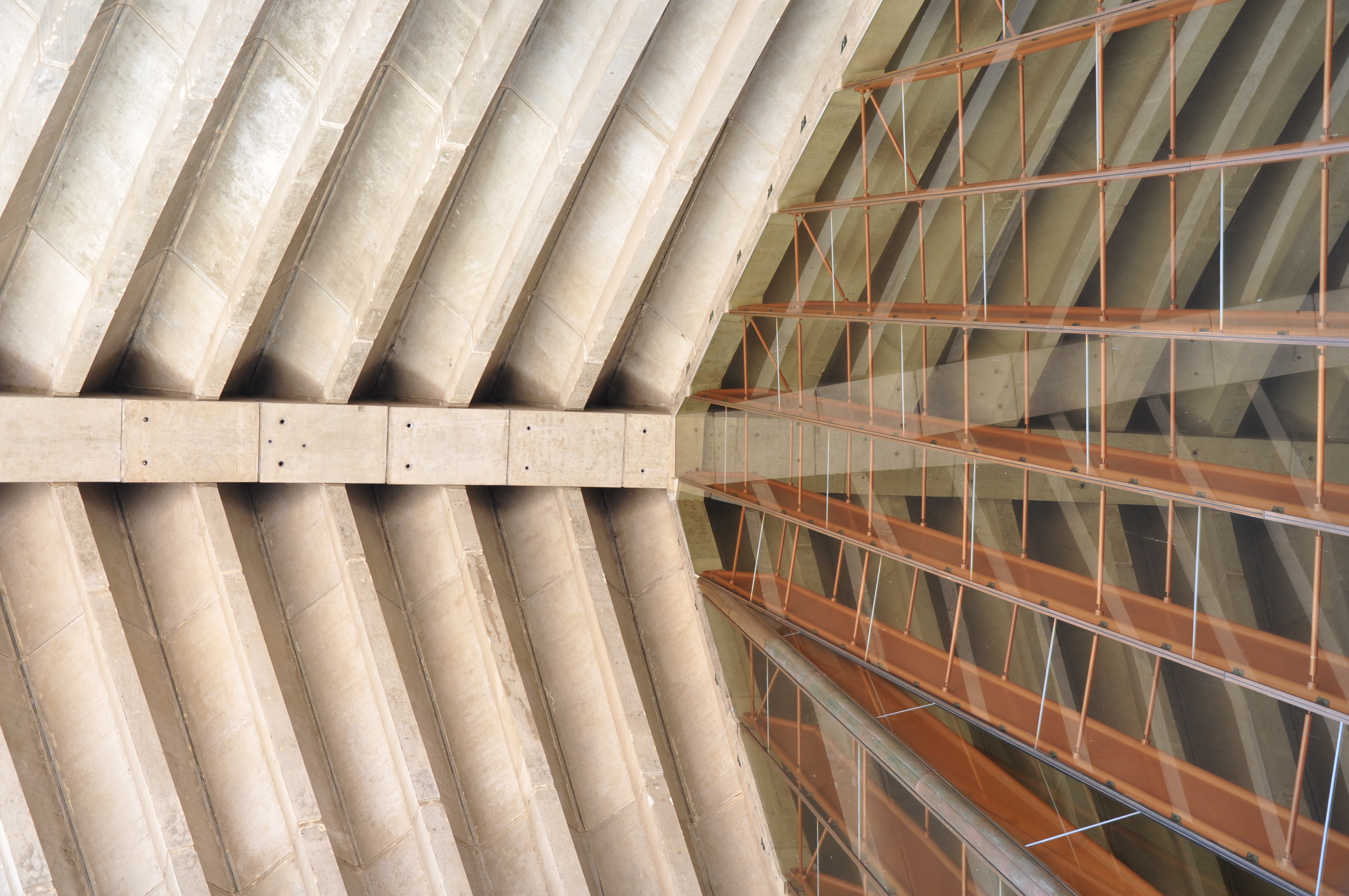
Сборные железобетонные панели и бетонные ребра, удерживающие крышу

Ещё одной сложновыполнимой задачей стала разработка парусов. В самой первой версии они были спроектированы по типу параболы. Однако инженерам так и не удалось найти возможности их создания. В середине 1961 года, когда подиум ещё строился, Утзон нашёл своё решение проблемы: парабола была преобразована в сферу и крепилась на так называемых «рёбрах-ракушках». Это позволило значительно упростить сборку: благодаря данному решению стало возможно собирать черепицу на земле и крепить целыми листами, а не по отдельности. Лучи теперь начинались из одной точки и открывались как веер, а их трассировка проводилась по меридианам сферы, поэтому они имели одинаковый радиус. Однако это не давало окончательного решения. Затем Утзон придумал систему ребристых оболочек, основанных на геометрии сферы, а подрядчик разработал стальную арку, удерживающую их. Позже арка из стали была заменена на панели из железобетона. Это позволило успешно завершить работы. В память об этом на здании висит табличка с цитатой Утзона. Изначально строительство парусов планировалось закончить к 1965 году, однако с каждым годом оно затягивалось. Окончательно паруса были завершены лишь к концу строительства в 1972 году.
В 1965 году произошла смена правительства Нового Южного Уэльса — премьером был избран Роберт Аскин. Он заявил, что проект отныне находится в ведении Министерства общественных работ и потребовал регулярных отчётов. Невозможность уложиться в график и постоянный сдвиг окончания работ на более поздний период привели к тому, что новый министр общественных работ Дэвис Хьюз отказал в разрешении строительства фанерных прототипов для интерьеров. В итоге это привело к ссоре Аскина с Утзоном и уходу последнего из проекта, что вызвало массовый протест среди архитектурной группы, а также протесты со стороны политической оппозиции Аскину в парламенте штата. 20 февраля 1966 года Утзон, крайне опечаленный таким исходом, всё же отошёл от дел. В марте того же года ему была предложена должность архитектора-дизайнера с сокращёнными функциями без каких-либо надзорных полномочий, но датчанин отказался от неё. После ухода, по пути домой он прислал открытку со словами «У меня всё хорошо. Иду на Юкатан. Руины в любом случае прекрасны, так чего мне волноваться? Оперный театр тоже однажды превратится в руины».
Несмотря на то, что Утзон театр так и не достроил, он всё равно был награждён за него множеством наград, среди которых орден Австралии, высшая награда страны, которую он получил в 1985 году. Помимо этого за строительство театра Утзону вручили символические ключи от города. В 2003 году датчанин получил почётную степень доктора архитектуры от Сиднейского университета и Прицкеровскую премию, которая является наиболее значимой архитектурной наградой в мире.

### Строительство после ухода Утзона
После ухода Утзона новым главным архитектором (в основном интерьера и оформления) стал Питер Холл. Сформированная им команда выдала свою программу. Вместо того, чтобы следовать указаниям датчанина, они стали прислушиваться к инструкциям будущего владельца здания — Австралийской радиовещательной корпорации, — что негативно сказалось на итоге, внеся 4 значительных изменения в проект:
1. Облицовка подиума и тротуара (по плану Утзона подиум не должен был быть облицован, также отличался материал);
2. Строительство внутренних прозрачных витражных стен вместо обшивки их фанерой. Изначально создатели хотели сделать такими все стены, чтобы вокруг здание казалось прозрачным, похожим на известное японское сооружение «Дом без стен», однако им не удалось найти столь прочного стекла, чтобы оно смогло удержать массивную крышу[26];
3. Переработано назначение залов (главный зал из оперно-концертного стал просто концертным, а малый зал, который изначально предполагалось использовать лишь для небольших постановок, стал ещё и оперным. Это полностью изменило систему установки оборудования);
4. Внутреннее оформление (были отменены оформление коридоров с помощью листов фанеры и акустические расчёты Утзона. Вместо этого для акустики применяются пластиковые кольца, свисающие с потолка).

Проект стал одним из первых, где массово применялись тогда ещё несовершенные компьютерные расчёты, чтобы решить все проблемы изначальной задумки. Этим опытом позже будут пользоваться строители многих известных архитектурных сооружений мира.
Несмотря на применённую концепцию сферических оболочек, решавшую все проблемы строительства и удачно подходящую для массового производства, точного изготовления и простоты монтажа, — строительство затянулось, в основном из-за внутренней отделки помещений. Планировалось, что оно займет четыре года, будет стоить семь миллионов австралийских долларов и таким образом закончится уже к 1963 году. Однако театр строили на семь лет дольше — около десяти лет (не считая проектирования, которое затянулось ещё на 4 года), а его окончательная стоимость составила свыше 100 миллионов долларов. К счастью, большую часть этих денег удалось получить через гранты и лотереи (за исключением первоначального взноса в 100 тысяч долларов от правительства штата). В современном эквиваленте общая стоимость создания оценивается в 2 миллиарда австралийских долларов. Все отчёты о строительстве сооружения были открыты общественности 28 марта 1997 года по указу премьера Нового Южного Уэльса.

## Открытие и последующие события
Театр был формально открыт 20 октября 1973 года королевой Австралии Елизаветой II при стечении большого количества народа. Церемония прошла под исполнение Девятой симфонии Бетховена и сопровождалась фейерверком. В этот же день Утзон был награждён золотой медалью Королевского австралийского архитектурного института, однако он отказался приезжать на церемонию открытия. На следующий день театр уже был открыт и для широкой публики. Первой постановкой 28 октября стала опера русского и советского композитора Сергея Прокофьева «Война и мир» (хотя ещё в 1960 году, в ходе строительства американский певец Поль Робсон дал импровизированный концерт, что де-факто можно и считать первым выступлением на этом месте). На следующий день, 29 октября, в Концертном зале состоялся первый публичный концерт в исполнении Сиднейского симфонического оркестра под управлением Чарльза Маккерраса и при участии Биргит Нильссон. Изначально здание было популярным местом для просмотра фильмов о сёрфинге.

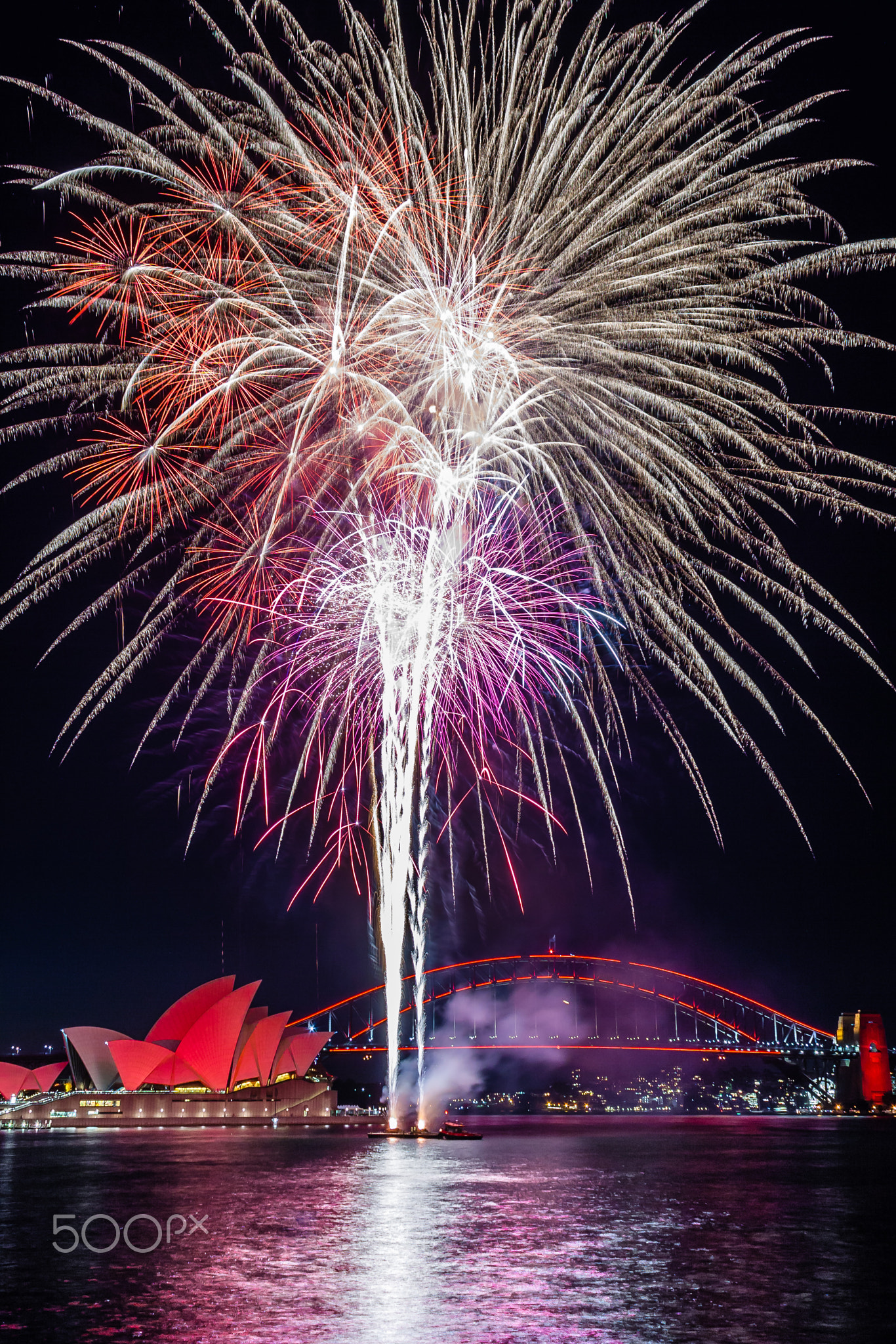
Китайский Новый год

В 1980 году здесь прошёл чемпионат по бодибилдингу, на котором свой последний титул «Мистер Олимпия» выиграл Арнольд Шварценеггер. В 1997 году французский скалолаз и покоритель небоскрёбов Ален Робер по кличке Человек-паук используя лишь голые руки и ноги без какой-либо дополнительной страховки взобрался на вершину здания. Это событие привлекло внимание организаторов Летних Олимпийских игр 2000 года, проходивших в Сиднее. Здание было включено в маршрут Олимпийского огня, наверх его подняла австралийская пловчиха Саманта Райли. Оно стало центром всего мероприятия, а также здесь проводилось соревнование по триатлону. Два фрагмента зубчатой крыши театра были использованы на олимпийской эмблеме. Незадолго до этих самых игр, на двадцатилетие строительства, в 1998 году правительство Нового Южного Уэльса направило письмо Утзону с предложением заняться ремонтом и реставрацией театра. Утзон отверг данное предложение, заявив, что уже давно на пенсии, но всё же добавил, что не держит зла на правительство штата. Однако в 2007 году 88-летний архитектор всё же прибыл и предложил свой план по реставрации и реконструкции здания, чтобы решить его основную проблему в лице нехватки места для артистов и слишком мелкой сцены. По его словам было необходимо уйти вниз, под воду. Но проект так и не был реализован.
Безопасность здания оперы была значительно повышена в связи с угрозой терактов после 11 сентября 2001 года.
На 2006 год в сиднейском оперном театре давалось более 1700 спектаклей в год для миллиона посетителей. К 2013 количество представлений увеличилось до 3000, а количество посетителей удвоилось. Больше всего зрителей собирает Лунный Новый год, когда всё здание окрашивается красными цветами, а представление идёт на китайском языке. В 2019 году на нём побывало около 25 000 человек. От 8 (на 2006 год) до 10,9 миллионов (по данным самого театра на 2019 год) человек в год посещают театр посмотреть архитектуру и внутреннее убранство, среди них около 200 000 на 2013 год делают это с гидом.

## Архитектура
Проект был вдохновлён парусами яхт, что стояли в сиднейском порту. Здание Сиднейского оперного театра выполнено в нетривиальном, по некоторым неформальным определениям, «экспрессивном» стиле. Занимает площадь размером в 1,8 гектара, а используемая в целом территория составляет 2,2 гектара (территория же самого Беннелонг-Поинт — 4,5 гектара). По внешнему виду напоминает полуостров, поскольку с трёх сторон окружено водой. Также оно построено на нескольких искусственных платформах. Одна из них «разрезает» здание на две части: внешнюю, на которой и проходят представления и которая открыта глазам обывателя, и внутреннюю, которая находится под водой и на которой готовятся все многочисленные спектакли.
Всего в оперном театре около ста помещений, его длина составляет 185 метров, а максимальная ширина 120 метров. Здание весит 161 000 тонн и опирается на 580 свай, опущенных в воду на глубину почти 25 метров от уровня моря. Его энергопотребление эквивалентно потреблению электричества городом с населением в 25 000 человек.
Кровля оперного театра состоит из 2194 заранее изготовленных секций, её высота 67 метров, а вес более 27 тонн, всю конструкцию удерживают стальные тросы общей длиной в 350 километров (если использовать сквозную прокладку, то это расстояние от здания театра до столицы страны Канберры). Кровлю театра образует серия «раковин» из несущей бетонной сферы. Эти сферы обычно называют «скорлупками» или «парусами». Они созданы из сборных бетонных панелей в форме треугольника, которые опираются на 32 сборные нервюры из того же материала. Все они составляют часть одного большого круга, что позволило очертаниям крыш иметь одинаковую форму, а всему зданию законченный и гармоничный вид. Все окружающие сферы имеют окружность в 74 метра.
Само здание снаружи отделано розовым гранитом, привезённым из Тараны, что находится также в штате Новый Южный Уэльс. Дерево для отделки внутреннего интерьера было доставлено из двух лесов, расположенных на севере штата.

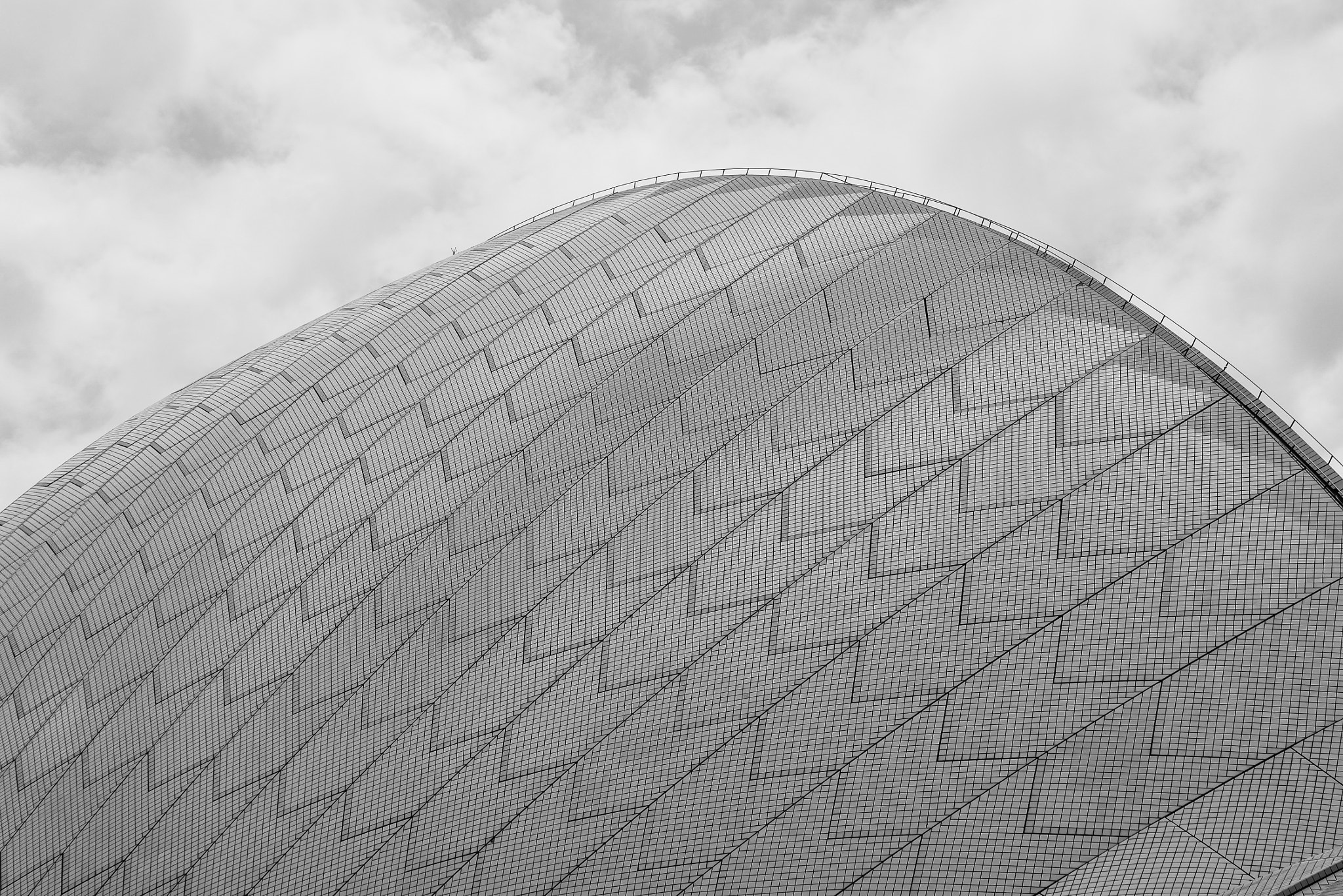
Орнамент крыши оперного театра

Вся крыша обита кровлей, изготовленной в Швеции, всего около 1 056 006 самоочищающихся (но всё равно нуждающихся в периодическом обновлении) «чешуек» типа азулежу двух цветов — белого глазурованного и матово-кремового. Хотя издалека конструкция кажется сделанной исключительно из белой плитки, при разном освещении плитки создают разные цветовые гаммы. Благодаря механическому способу укладывания плитки, вся поверхность кровли получилась идеально гладкой, что было невозможным при ручном покрытии. Все плитки представляют собой квадраты со стороной размером около 12 см. Ступенчатая структура крыши создала эксплуатационные трудности, так как не обеспечивала должной акустики в залах. Для решения этой проблемы были сделаны отдельные потолки, отражающие звук.
Каждая конструкция крыши состоит из трёх основных элементов-кожухов: основных, боковых и «жалюзи». Каждая из оболочек первого и третьего типа представляет собой составную из двух полуоболочек структуру. Относительно центральной оси зала каждая из этих половин зеркально отражает другие. Боковые же оболочки представляют собой сферические треугольники, чья задача — соединить две предыдущие.
В ходе строительства данную плитку укладывали лицевой стороной вниз между алюминиевыми рёбрами, которые выполняли роль подставки. Когда они были уложены, расстояние между ними было заполнено животным клеем, нагретым до температуры плавления. После этого оставшиеся полости заполнили цементно-песчаным раствором, который уплотняли с помощью вибраторов. Раствор затвердел в виде выпуклости, что могло привести к появлению ржавчины. Чтобы этого избежать всё было ещё раз уплотнено смесью эпоксидного наполнителя и оксида титана IV в соотношении 20:3.

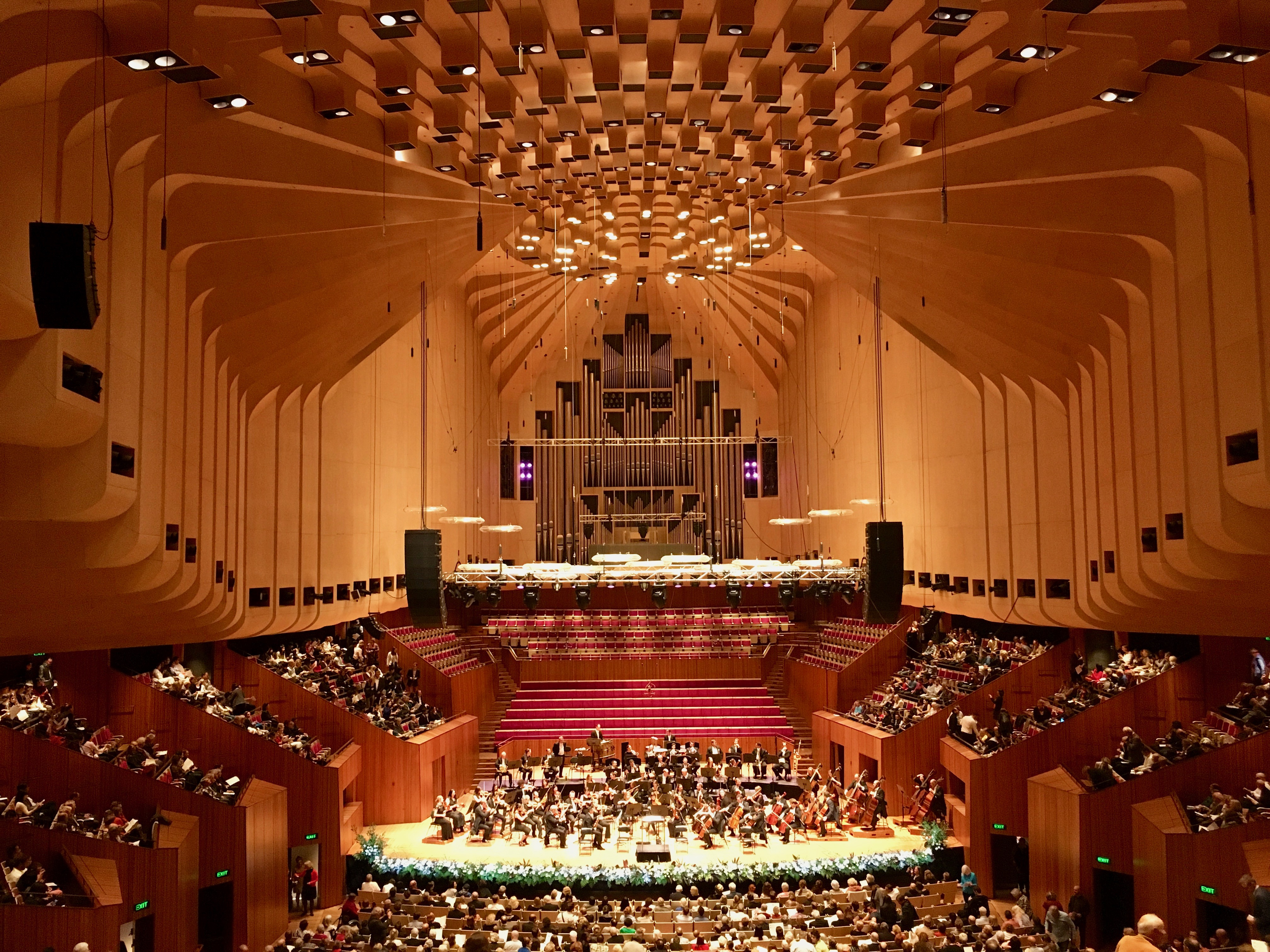
Концертный зал Сиднейского оперного театра

Два самых крупных свода из раковин образуют потолок Концертного зала (англ. Concert Hall) и Театра оперы (англ. Opera Theater). В первом зале находится крупнейший механический орган в мире, он состоит из 10 154 труб. Орган был сдан лишь 30 мая 1979 года, через 4 с половиной года после открытия. Первый зал рассчитан на 2679 зрителей, меньшего размера оперный — на 1507. В этом же здании свои концерты даёт и филармонический хор Сиднея. Помимо этого в здании находятся ещё меньшие по размеру Драматический театр на 544 места и Игровой зал на 398 мест. Самый мелкий из залов назван в честь архитектора и вмещает до 210 человек, всего же в здании 1000 комнат. В двух последних залах потолки образуют группы сводов поменьше вместо одного общего. Также перед зданием находится площадка для выступлений на свежем воздухе, вмещающая до 6000 человек.
На территории комплекса находится несколько десятков баров и ресторанов, часть из которых находится в здании, а часть на открытом воздухе. В самой маленькой раковине, в стороне от главного входа и парадной лестницы, находится самый большой ресторан комплекса — «Беннелонг» (англ. Bennelong). В целом эти торговые точки обслуживают около 2 000 000 посетителей в год.
На территории комплекса располагаются различные розничные магазины и прочие торговые точки, продающие сувениры и лицензированные продукты. Посещают же их, по данным на 2006 год, до 200 000 человек в год.
Помещения, в которые могут попасть туристы, размещаются над цоколем. Благодаря этому открывается красивейший вид на гавань. В 1997 году была разработана система, позволяющая попасть туда людям с ограниченными возможностями.
Под Королевским ботаническим садом напротив здания театра находится подземная парковка. Изначально она вмещала 1100 автомобилей. К 2006 году количество мест расширили до 1200. Парковка была построена компанией Enacom совместно с департаментом общественных работ штата и открыта 17 марта 1993 года.
По состоянию на 2005 год в здании работало 654 человека. На 2013 год в здании ежегодно меняли 15 500 лампочек.
Чтобы защитить уникальную архитектуру крыши каждые пять лет её простукивают на предмет трещин, сколов и разрушений. С помощью альпинистского снаряжения это делают специально обученные инженеры. В 2019 году при участии Сиднейского университета и Фонда Пола Гетти молоточки были снабжены специальными сенсорами и датчиками. Помимо этого идёт активное изучение робототехники, чтобы получить возможность полностью автоматизировать затратный и трудоёмкий процесс.

## Признания на высшем уровне

### Признание объектом всемирного наследия
Театр был внесён в список объектов Всемирного наследия ЮНЕСКО 28 июня 2007 года. Решение об этом было принято на 31 сессии — специальном заседании комитета по вопросам образования, науки и культуры в Крайстчерче, Новая Зеландия. Комитет охарактеризовал дизайн здания как беспрецедентный и не имеющий аналогов в мире. В опубликованном сообщении комитета было сказано, что: «это смелый и дальновидный эксперимент, который оказал стойкое влияние на зарождающуюся архитектуру конца XX века», а также что «здание является прекрасным памятником искусства и иконой». В целом на данном совещании рассматривалась возможность внесения 45 объектов природного и культурного характера. Здание является единственным произведением из 70-х, которое удостоилось такой чести.

### Внесение в реестры Австралии и Нового Южного Уэльса
Здание входит в многочисленные государственные реестры недвижимости и списки памятников, в частности:
- Национальный реестр недвижимости[англ.][55];
- Национальный фонд[англ.][55];
- Архитектурный реестр Сиднея[55];
- Реестр государственного наследия (Новый Южный Уэльс)[англ.][56];
- Реестр государственного наследия (Австралия)[англ.][57].

### Внесение в датский культурный канон
Здание внесено в культурный канон, составленный правительством Дании. В данный список попали произведения искусства, имеющие наибольшее значение для датского общества вне зависимости от страны, в которой данное произведение находится.

### Номинация на «Новые семь чудес света»
Сиднейский оперный театр был в числе 21 финалиста в номинации на Новые семь чудес света в категории рукотворных произведений искусства. Он являлся уникальным кандидатом, поскольку был единственным, главный архитектор которого был жив на момент номинации 21 ноября 2006 года. В день номинации у оперного театра было устроено массовое утреннее чаепитие, организованное премьером Нового Южного Уэльса Моррисом Йемой. В конечном итоге комплекс всё же не был выбран.

## Оценки
|                                | I heard several times after we finished the Opera House that it is the greatest asset for the city. That was what we were aiming at - all the people who worked with me and all the people who asked for the building. For an architect and for all the people who have worked on it, (this recognition gives us) the real feeling of what we are here for. (англ.) |  | После того, как мы закончили строительство Оперного театра, я несколько раз слышал, что это величайшее достояние города. Это было то, к чему мы стремились — все люди, которые работали со мной, и все люди, которые просили здание. Для архитектора и для всех людей, которые работали над этим, [это признание даёт нам] настоящее понимание того, для чего мы здесь. (рус.) |  |
| Йорн Утзон, главный архитектор | |  | |  |

Всемирно признанный шедевр мировой архитектуры, «визитная карточка» города и одно из самых узнаваемых зданий мира. Премьер министр Нового Южного Уэльса Моррис Йема назвал его величайшим достижением мировой архитектуры XX века. Он же в 2006 впервые назвал его впечатляющим образцом «застывшей, молчаливой музыки», цитируя знаменитое выражение Гёте.
По оценке ЮНЕСКО, это «городское скульптурное сооружение, построенное на мысе полуострова в Сиднейском заливе, прекрасно вписывается в пейзаж океанского побережья и уже на протяжении многих лет оказывает большое влияние на современную архитектуру».
Для жителей страны это здание является одним из самых (если не самым) красивых из тех, что были построены после Второй мировой войны, а некоторые называют его самым красивым зданием на свете. Также одной из лучших считается его акустика.
Известный австралийско-американский архитектор и профессор архитектуры Уильям Джон Митчелл в своей работе для американского журнала Science сравнивает работу Утзона со зданием Фрэнка Гери — Музеем Гуггенхейма в Бильбао. Он пишет, что цель у них была одна, и даже проектирование было чем-то похоже. Но при этом у Утзона работа выдалась намного более трудозатратной из-за того, что в его время не были так распространены компьютерные технологии. Митчелл называет оба эти здания неповторимыми произведениями искусства, каждое из которых является символом своего города и своего времени.
Оперный театр периодически подвергается критике за излишне маленькие размеры. Например, сцена там значительно меньше, чем аналогичная в Викторианском центре искусств в Мельбурне. Стоимость одного только этого расширения определена в 750 миллионов австралийских долларов, что является излишне дорогим по мнению властей, учитывая, что на реставрацию и содержание театра тратится в целом по 150—250 тысяч долларов ежегодно.
Согласно аналитике Массачусетского технологического института на 2010 год, на содержание и регулярную реставрацию здания оперного театра уходит в среднем в полтора-два раза больше денег, чем составляет его операционная прибыль. Остальные деньги он получает от правительства. То есть без дотаций театр всегда был бы в долгах. Согласно этому же исследованию, на 2010 год оперный театр имеет 2,7 миллиарда доходов и 7,5 миллиардов (включая 2 миллиарда в современном эквиваленте на строительство) расходов, то есть в целом −4,8 миллиарда долларов (или −2,8, исключая затраты на строительство). Таким образом, с точки зрения коммерции театр является крайне невыгодным предприятием. Также, согласно их расчётам, причин для изменения в лучшую сторону нет, и здание так и останется дефицитным для бюджета. Но здание считается культовым как для мира в целом, так и для страны и города в частности, поэтому, согласно этому исследованию, этот очевидно невыгодный проект и поддерживается в рабочем состоянии.